# Sulz, Aargau
Sulz är en ort i kommunen Laufenburg i kantonen Aargau, Schweiz. Orten var före den 1 januari 2010 en egen kommun, men inkorporerades då in i kommunen Laufenburg.